# Valérien Ismaël
Pour les articles homonymes, voir Ismaël (homonymie).
Valérien Ismaël, né le 28 septembre 1975 à Strasbourg, est un footballeur français, évoluant au poste de défenseur, reconverti entraîneur.

## Biographie
Formé au RC Strasbourg, Valérien Ismaël connaît une solide première partie de carrière en Ligue 1, mais sans jamais parvenir à s'imposer sur la durée comme l'un des joueurs incontournables du championnat de France même si le RC Lens lui offre un temps de jeu plus important. Il lui faut attendre son départ en Bundesliga à 28 ans pour véritablement éclater.
Au Werder Brême, il brille en défense centrale et devient l'un des principaux artisans du doublé Coupe-Championnat réalisé par son club en 2004. Ses prestations lui valent d'être transféré en 2005 au prestigieux Bayern Munich pour la somme de 8 millions d'euros, où il continue à s'affirmer comme l'un des meilleurs défenseurs d'Allemagne, sans pour autant réussir à intégrer l'équipe de France.
Il tente alors de se faire naturaliser allemand pour prétendre à une place dans l'équipe nationale, mais en vain. En 2006, il est appelé par la fédération du Togo pour disputer la Coupe du monde, mais la FIFA s'y oppose.
Il est transféré en janvier 2008 au Hanovre 96 où il s'engage pour deux ans le 5 décembre 2007. Il arrête sa carrière en 2009.
Valérien Ismaël a la nationalité allemande depuis le 24 avril 2013, parallèlement à la nationalité française. Il est marié à son épouse allemande depuis juillet 2013 et a deux filles, ainsi qu’un fils d’une précédente union.

### Consultant
Il devient en 2011 consultant sur la chaine Orange sport où il commente des matchs de Bundesliga.
Il intervient régulièrement sur la chaine allemande LIGA Total afin d'apporter son point de vue lors des rencontres de Bundesliga.

### Entraîneur
À Hanovre, il fait ses premiers pas d'entraîneur en s'y occupant des jeunes de 2011 à 2013. Il rejoint Wolfsburg (2013-2014), où Klaus Allofs le place, une première fois pour y remplir les mêmes fonctions.
En juin 2014, il est nommé entraîneur de Nuremberg (Bundesliga 2) pour une première expérience à la tête d'une équipe première. En novembre 2014, il est démis de ses fonctions en raison de mauvais résultats.
Le 17 octobre 2016, il est nommé entraîneur par intérim de Wolfsburg, une nouvelle fois par le directeur sportif Klaus Allofs, à la suite du limogeage de Dieter Hecking et une série fatale de six matchs sans victoire en championnat. Il devient le premier technicien français à diriger un club allemand depuis Paul Frantz à Karlsruhe (1966-1968). Il est confirmé comme entraîneur titulaire le 6 novembre 2016. Il est démis de ses fonctions le 26 février 2017 à la suite de mauvais résultats.
Il est nommé entraîneur du club grec de l'Apollon Smyrnis le 28 mai 2018.
En mai 2019, il devient l'entraîneur du club autrichien du LASK. Le 11 juillet 2020, le club se sépare du technicien français après une mauvaise fin de saison et la victoire en championnat du Red Bull Salzbourg (défaite 0-3). Alors que tout allait bien au printemps avec une place de leader du championnat autrichien et une qualification en 8e de finale de la Ligue Europa, le LASK n'a pas bien digéré l'arrêt des compétitions, puis la reprise.
Sans club depuis son départ du club de LASK en juillet, il s'engage à Barnsley en octobre 2020 pour trois ans.
Après avoir passé une saison à Barnsley et participé à la course vers la Premier League en atteignant les demi-finales des play-offs, Valérien a été nommé entraîneur de West Bromwich Albion, autre club de Championship, pour quatre saisons à compter de juin 2021. L'objectif du club est de retrouver immédiatement la Premier League.
À la suite de mauvais résultats, il se fait limoger de son poste d'entraineur le 2 février 2022.
Le 25 mars 2022, il est nommé entraîneur du Beşiktaş JK pour une saison plus une en option. À huit journées du terme du championnat, le Beşiktaş est alors classé 8e, à trois points de la quatrième place qualificative pour la Ligue Europa. Le 26 octobre 2022, son contrat a été résilié d'un commun accord avec le club turc.
Il devient le 10 mai 2023 entraîneur du Watford FC, un club qui quelques jours avant sa nomination a terminé onzième du Championship. Le 10 mars 2024, il est écarté de son poste d'entraîneur.

## Palmarès
- Vainqueur de la Coupe de la Ligue française en 1997 avec le RC Strasbourg, en 1999 avec le RC Lens
- Vainqueur de la Coupe de France en 2001 avec le RC Strasbourg
- Champion d'Allemagne en 2004 avec le Werder Brême, en 2006 avec le Bayern de Munich
- Vainqueur de la Coupe d'Allemagne en 2004 avec le Werder Brême, en 2006 avec le Bayern de Munich
- Vainqueur de la Coupe Intertoto en 1995 avec le RC Strasbourg